# Chiềng Yên
Chiềng Yên là một xã thuộc huyện Vân Hồ, tỉnh Sơn La, Việt Nam.

## Địa lý
Xã Chiềng Yên có vị trí địa lý:
- Phía đông và phía nam giáp tỉnh Hòa Bình
- Phía tây giáp xã Lóng Luông
- Phía bắc giáp xã Mường Men và xã Quang Minh.

Xã Chiềng Yên có diện tích 87,98 km², dân số năm 2020 là 3.993 người, mật độ dân số đạt 45 người/km².

## Hành chính
Xã Chiềng Yên được chia thành 11 bản: Bống Hà, Bướt, Cò Bá, Leo, Nà Bai, Niên, Pà Puộc, Phà Lè, Phụ Mẫu, Piềng Chà, Suối Mực	 .

## Lịch sử
Sau năm 1975, xã Chiềng Yên thuộc huyện Mộc Châu.
Ngày 10 tháng 6 năm 2013, Chính phủ ban hành Nghị quyết 72/NQ-CP về việc chuyển xã Chiềng Yên thuộc huyện Mộc Châu về huyện Vân Hồ mới thành lập quản lý.